# Portunus
Portunus là một chi cua trong họ cua bơi Portunidae
Chi Portunus nghĩa rộng chứa trên 90-98 loài còn sinh tồn và trên 40 loài hóa thạch.
Một số nghiên cứu phát sinh chủng loài từ 2008 trở lại đây cho thấy Portunus nghĩa rộng có thể là đa ngành, do sự mở rộng của chi này do Stephenson & Campbell (1959) và Stephenson (1972) thực hiện, trong đó các tác giả gộp vài chi có hình thái tương tự nhưng trước đó được coi là riêng biệt. Ng, Guinot & Davie (2008) chủ yếu là theo phân loại này, nhưng giữ nhiều chi cũ được đồng nghĩa hóa dưới dạng phân chi.
Evans (2018) cho rằng Portunus như định nghĩa hiện tại thuộc về ít nhất là 3 nhánh khác nhau, cụ thể:
- Nhánh I: Portuninae sensu stricto, bao gồm Arenaeus, Callinectes và một số loài Portunus - trong đó có loài điển hình của chi là P. pelagicus.
- Nhánh II: Portuninae sensu lato, bao gồm phần lớn Portunus (Achelous), một vài loài Portunus (Portunus) và chi đơn loài Lupella (L. forceps). Theo Mantelatto et al. (2009) thì có thể coi Achelous như là một chi riêng biệt nhưng chưa được sửa đổi trọn vẹn.[9][10][11]
- Nhánh III: Portuninae sensu lato, được hỗ trợ yếu và bao gồm các phân chi của Portunus là Cycloachelous, Monomia và Xiphonectes, trong đó Portunus (Xiphonectes) tenuipes có vị trí bất thường trong phân họ Thalamitinae, dù độ hỗ trợ yếu.

## Các loài
Các loài sau đây được ghi nhận thuộc chi Portunus:
- †Portunus alphonsei Karasawa, Schweitzer & Feldmann, 2008
- Portunus armatus (A. Milne-Edwards, 1861)
- †Portunus atecuicitli Vega, Feldmann, Villalobos-Hiriart & Gío-Argíez, 1999
- †Portunus atropatanus Aslanova & Dzhafarova, 1975
- Portunus convexus De Haan, 1835
- †Portunus gabbi Rathbun, 1919
- †Portunus haitensis Ratbun, 1923
- Portunus hawaiiensis Stephenson, 1968
- †Portunus kochii (Bittner, 1893)
- †Portunus krambergeri (Bittner, 1893)
- †Portunus levigatus Rathbun, 1945
- Portunus madagascariensis (Hoffmann, 1874)
- †Portunus miocaenicus Müller, 1984
- Portunus mokyevskii Zarenkov, 1970
- †Portunus muelleri Collins, 2014
- †Portunus neogenicus Müller, 1979
- †Portunus oblongus Rathbun, 1920
- †Portunus obvallatus Morris & Collins, 1991
- †Portunus pankowskiorum Schweitzer & Feldmann, 2015
- Portunus pelagicus (Linnaeus, 1758)
- Portunus pirabaensis Martins-Neto, 2001
- †Portunus pubescens (Dana, 1852)
- Portunus radobojanus (Bittner, 1884)
- †Portunus reticulatus (Herbst, 1799)
- †Portunus ristorii Karasawa, Schweitzer & Feldmann, 2008
- Portunus rufiarcus Davie, 1987
- Portunus sanguinolentus (Herbst, 1783)
- †Portunus sanshianus Hu, 1984
- Portunus sayi (Gibbes, 1850)
- Portunus segnis (Forskål, 1775)
- †Portunus stenaspis (Bittner, 1884)
- †Portunus suessii (Bittner, 1875)
- †Portunus tenuis Rathbun, 1919
- †Portunus tongfai Hu, 1981
- Portunus trituberculatus (Miers, 1876)
- †Portunus viai Secrétan in Philippe & Secrétan, 1971
- †Portunus withersi (Glaessner, 1933)
- †Portunus woodwardi Morris & Collins, 1991
- †Portunus yaucoensis Schweitzer, Iturralde-Vinent, Hetler & Velez-Juarbe, 2006